# Хеллемаа, Алтти
Алтти Алвар Юканпойка Хеллемаа (фин. Altti Alvar Jukanpoika Hellemaa; Пустой шаблон {{ВД-Преамбула}} ) — финский футболист, полузащитник шведского «Эльфсборга».

## Клубная карьера
На юношеском уровне выступал за клубы «ТиПС» и «КяПа». В составе последних дебютировал в 2021 году на взрослом уровне в третьем финском дивизионе. Затем перебрался в ХИК, где сначала выступал за вторую команду клуба — «Клуби 04». Затем год провёл в арендах в «СИК Акатемиа» и КПВ. В феврале 2024 года дебютировал за основную команду ХИК в матче  кубка лиги против «Лахти». В апреле отправился в очередную аренду в ЯПС до июля. После окончания аренды перешёл в клуб на постоянной основе.
В декабре 2024 года перешёл в шведский «Треллеборг», с которым подписал контракт, рассчитанный на три года. Первую игру за новый клуб провёл 15 февраля в матче группового этапа кубка страны с «Вернаму». Всего за команду провёл четыре матча в турнире.
21 марта 2025 года перешёл в «Эльфсборг», заключив соглашение на пять лет. 7 февраля во встрече второго тура с «Мальмё» дебютировал в чемпионате Швеции, заменив на 62-й минуте Юлиуса Магнуссона.

## Карьера в сборной
Выступал за юношеские сборные Финляндии различных возрастов.